# Renegat
Renegat är sedan medeltiden beteckning på person som avsagt sig kristendomen och konverterat till islam eller annan religion. Ordet används mer generellt för att beteckna en person eller en grupp som svikit sina ideal (avfälling) eller samarbetar med fienden (överlöpare).